# Весёлое (Курская область)
Веселое — село в Глушковском районе Курской области. Административный центр Веселовского сельсовета.

## География
Село находится в бассейне реки Ведьма (левый приток Сейма), в 3,5 км от российско-украинской границы, в 124 км к юго-западу от Курска, в 8 км к юго-западу от районного центра — посёлка городского типа Глушково.
Улицы
В селе улицы: 8 Марта, Красноармейская, Луговая, Молодёжная, Набережная, Октябрьская, Первомайская, Пролетарская, Садовая, Советская.
Климат
Веселое, как и весь район, расположено в поясе умеренно континентального климата с тёплым летом и относительно тёплой зимой (Dfb в классификации Кёппена).
| Показатель                                                                       | Янв. | Фев. | Март | Апр. | Май  | Июнь | Июль | Авг. | Сен. | Окт. | Нояб. | Дек. | Год  |
| -------------------------------------------------------------------------------- | ---- | ---- | ---- | ---- | ---- | ---- | ---- | ---- | ---- | ---- | ----- | ---- | ---- |
| Средний суточный максимум, °C                                                    | −3,3 | −2,2 | 3,9  | 13,7 | 19,9 | 23,1 | 25,4 | 24,9 | 18,6 | 11,1 | 4,1   | −0,5 | 11,6 |
| Средняя температура, °C                                                          | −5,4 | −4,8 | 0,2  | 8,8  | 15,1 | 18,8 | 21,1 | 20,3 | 14,4 | 7,7  | 1,8   | −2,5 | 8,0  |
| Средний суточный минимум, °C                                                     | −7,8 | −8   | −3,9 | 3,3  | 9,5  | 13,4 | 16,1 | 15,1 | 10,1 | 4,3  | −0,5  | −4,7 | 3,9  |
| Норма осадков, мм                                                                | 49   | 43   | 48   | 48   | 61   | 69   | 78   | 50   | 56   | 53   | 48    | 48   | 651  |
| Источник: Погода по месяцам c ru.climate-data.org(дата обращения: Сентябрь 2021) |      |      |      |      |      |      |      |      |      |      |       |      |      |

Часовой пояс
Село Веселое, как и вся Курская область, находится в часовой зоне МСК (московское время). Смещение применяемого времени относительно UTC составляет +3:00.

## Население
| 2002 | 2010 |
| ---- | ---- |
| 890  | ↘757 |

## Инфраструктура
Личное подсобное хозяйство. В селе 375 дома.

## Транспорт
Веселое находится в 12,5 км от автодороги регионального значения 38К-040 (Хомутовка — Рыльск — Глушково — Тёткино — граница с Украиной), на автодорогах межмуниципального значения 38Н-052 (Глушково — Веселое — Тёткино) и 38Н-054 (38Н-052 — Обуховка), в 3,5 км от ближайшего ж/д остановочного пункта 322 км (линия 322 км — Льгов I). Остановка общественного транспорта.
В 159 км от аэропорта имени В. Г. Шухова (недалеко от Белгорода).